# Agata Kristi
Gli Agata Kristi (in russo Агата Кристи?) sono stati un gruppo rock dapprima sovietico, poi russo, attivo dal 1988 al 2010.

## Storia

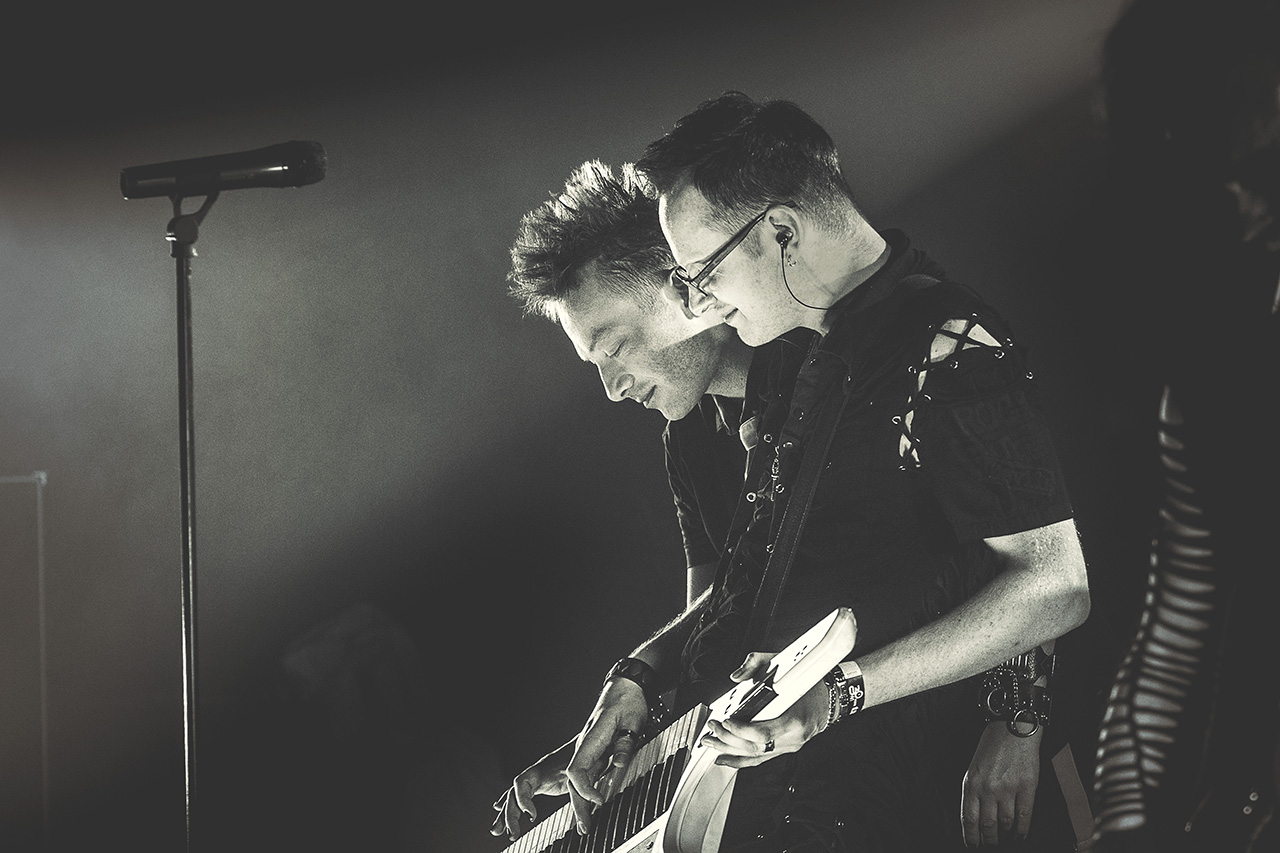
Gleb Samojlov e Konstantin Bekrev

La band venne fondata nel 1985 inizialmente con il nome di VIA RTF UPI presso il dipartimento di ingegneria radiofonica dell'Università tecnica statale degli Urali di Ekaterinburg. Poco dopo seguì l'uscita del primo album amatoriale Esli... e la rinomina in Agata Kristi, in onore dell'omonima celebre scrittrice britannica. Ciò nonostante, i membri della band dichiarano come anno di fondazione della stessa il 1988, quando uscì il loro primo album di successo, Vtoroj front. Più precisamente, la data esatta di fondazione da considerare è il 20 febbraio 1988, giorno in cui si tenne il loro concerto all'Università tecnica statale degli Urali.
Nello stesso anno si unirono al Rok-klub di Ekaterinburg, nei cui laboratori si esibirono frequentemente. Sin dal loro primo album si riconobbe lo stile post-punk, con una forte tendenza alla ricerca di soluzioni melodiche non standard. Gli arrangiamenti erano influenzati dal neoclassicismo e dalla musica da camera europea. Al Festival del Rok-klub cittadino riscossero ampio successo le canzoni Afrikanka e Naša pravda, e successivamente uscì il secondo album Kovarstvo i ljubov'. Pëtr Maj venne sostituito alla batteria da Al'bert Potapkin (ex Nautilus pompilius) e nel 1990 si aggiunse Andrej Kotov, con cui venne registrato l'album Decadans, molto amato dal pubblico del rock.
La fama nazionale arrivò con l'album Pozornaja zvezda che risultò molto energico, piuttosto militante nello spirito e indifferente nell'intonazione. Le loro canzoni anticonformiste e leggere, caratterizzate da una visione pigra della vita e da un forte spirito di estetismo indifferente, li resero uno dei gruppi più amati tra i giovani degli anni novanta. Questo spirito venne mantenuto anche nelle canzoni dell'album Opium, uno dei più riusciti, che contiene hit come Čërnaja luna, Opium dlja nikogo e Skazočnaja tajga. Riconoscendone il talento, l'azienda Rajs-LISS lì invitò a Mosca, dove gli Agata Kristi ebbero un'intensa attività professionale e godettero di ampia popolarità tra i giovani.
Dopo due anni dall'ultimo album, nel 1997 uscì Uragan, un disco pop psichedelico eccentrico dal suono intenso e dagli arrangiamenti selvaggi da cui vennero estratte le hit Dva korablja e Morjak. Vivendo tra la loro pensione fuori Mosca e la natale Ekaterinburg, gli Agata Kristi pubblicarono nel 1998 l'album remix Dva korablja, un insieme piuttosto modesto delle canzoni di Uragan, che riscosse poco successo. Il 21 febbraio 1998 il gruppo tenne un concerto in occasione del decimo anniversario dalla sua fondazione, esibizione che venne registrata in video negli studi Sojuz, e la cui versione audio venne inclusa nel doppio album Jubilej. Sempre nello stesso anno la hit Kover-Vertolet, di stampo pop commerciale, anticipò il disco Čuda, una sorta di tentativo paranoico di ripetere lo spirito suicida delle intonazioni di Opium. Questo album è caratterizzato da un suono oscuro accompagnato dalla voce demoniaca di Gleb Samojlov, dall'assenza di batteria "live" e da accordi di chitarra nervosi e convulsi, il tutto condito da effetti elettronici neogotici, misticismo e allucinazioni filosofiche.
Nel 1999 gli Agata Kristi intrapresero un tour per tutta la Russia con gli Alisa, poi l'anno successivo uscì l'album Majn Kajf, tacciato di aver legami con il nazismo per via dell'assonanza con il libro Mein Kampf di Adolf Hitler. Queste accuse vennero ripetutamente smentite dal gruppo, che dichiarò più volte di aver scelto tale nome per il suono. L'album si rivelò ambiguo, piuttosto oscuro e "carico" nell'intonazione, con il solista principale Gleb Samojlov che canta a volte in modo isterico e scioccante, a volte con discorsi omerici cupi e infernali.
Il gruppo smise di esibirsi per un breve periodo a seguito della morte avvenuta per infarto in un locale di Mosca del tastierista Aleksandr Kozlov, il quale venne poi ricordato in occasione di un grande concerto. In occasione di quel che sarebbe dovuto essere il 42° compleanno di Kozlov, la band Nastja lo celebrò cantando Skazočnaja tajga, mentre Vjačeslav Butusov cantò Kover-Vertolet e gli Smysovlye galljucinacii cantarono Grjaz', Aprel'sckij marš e Vol'no.
Nel febbraio del 2000 il gruppo intraprese un tour in Germania, poi in patria si esibì a Stavropol', Novorossijsk e Rostov sul Don, e ancora sugellò il 15° anniversario della sua fondazione con concerti a Ekaterinburg, San Pietroburgo e Mosca. Nell'agosto 2002 si esibì al festival del rock Našestvie di Ramenskoe. L'album del 2004, Triller. Čast' 1, mescola con freddezza il glam rock con la new wave.
Nel 2008 il batterista Andrej Kotov venne sostituito da Dmitrij Chakimov detto "Snėjk" (ex NAIV) e da Konstantin Bekrev. L'anno successivo la band intraprese un tour d'addio chiamato Ėpilog, che anticipò l'ultimo album definitivo dallo stesso nome.
Dopo diversi anni dallo scioglimento della band, nel 2015 gli Agata Kristi si sono riuniti in occasione di due concerti a San Pietroburgo e a Mosca.

## Formazione

### Formazione d'oro
- Vadim Samojlov - voce, chitarra, клавишные, tastiere, arrangiamenti, autore di testi (1987-2010, 2015)
- Gleb Samojlov - voce, basso, chitarra, tastiere, arrangiamenti, autore di testi (1987-2010, 2015)
- Aleksandr Kozlov - tastiere, basso sintetizzato, arrangiamenti, autore di testi (1987-2001)
- Andrej Kotov - batteria (1990-2008)

### Altri membri
- Pëtr Maj - batteria (1988-1989)
- Lev Šutylëv - tastiere (1989-1990)
- Al'bert Potapkin - batteria (1989-1990)
- Dmitrij Chakimov "Snėjk" - batteria (2008-2010)
- Konstantin Bekrev - tastiere, basso, cori (2008-2010, 2015)
- Roman Baranjuk - batteria (2010, 2015)

### Come VIA RTF UPI
- Aleksandr Kuznecov - basso (1984-88)
- Igor' Karpenko- tastiere (1984-86)
- Al'bert Potapkin - batteria (1987)
- Aleksandr Ivanov - voce (1986-87)
- Aleksej Mogilevskij - sassofono (1986-87)

### Reunion (febbraio 2015)
- Vadim Samojlov - voce, chitarre
- Gleb Samojlov - voce, basso, chitarra aggiuntiva
- Konstantin Bekrev - tastiere, basso, cori
- Roman Baranjuk - batteria
- Arkadij Baranjuk - tastiere
- Aleksandr Radčenko - chitarra, basso

## Discografia

### Come VIA RTF UPI
- 1985 - Esli...
- 1986 - Golos
- 1987 - Svet

### Come Agata Kristi
- 1988 - Vtoroj front
- 1989 - Kovarstvo i ljubov'
- 1991 - Decadans
- 1993 - Pozornaja zvezda
- 1995 - Opium
- 1997 - Uragan
- 1998 - Čuda
- 2000 - Majn Kajf
- 2004 - Triller. Čast' 1
- 2010 - Ėpilog

### Album live
- 1995 - Pjat' let. Jubilej
- 1998 - 10 let žisni